# Westdeutscher Handwerkskammertag
Der Westdeutsche Handwerkskammertag (WHKT) mit Sitz in Düsseldorf ist der Dachverband der sieben Handwerkskammern Nordrhein-Westfalens. 

## Gründung
Gegründet wurde die als Verein eingetragene Interessenvertretung 1918 in Düsseldorf infolge eines Zusammenschlusses der Handwerkskammern der Rheinprovinz und der Provinz Westfalen. Später traten dem Verein auch die Handwerkskammern Kassel, Saarbrücken und Wiesbaden bei. Nach Ende des Zweiten Weltkriegs wurde der Westdeutsche Handwerkskammertag als Zusammenschluss der nordrhein-westfälischen Handwerkskammern wiedergegründet. 

## Mitglieder
Dem Westdeutschen Handwerkskammertag gehören folgende Handwerkskammern an (Stand 15. August 2022):
- Handwerkskammer Aachen
- Handwerkskammer Ostwestfalen-Lippe zu Bielefeld
- Handwerkskammer Dortmund
- Handwerkskammer Düsseldorf
- Handwerkskammer zu Köln
- Handwerkskammer Münster
- Handwerkskammer Südwestfalen

## Aufgaben
Folgende Aufgaben hat der WHKT unbeschadet der Selbständigkeit der einzelnen Handwerkskammern zu leisten:
- Die Organisation und Koordinierung der einheitlich durchgeführten Aufgaben der Handwerkskammern.
- Die Interessenvertretung der Handwerkskammern vor den obersten Landesbehörden.
- Die Kommunikation der Handwerkskammern mit den übrigen Organisationen des Handwerks, der Wirtschaft und den Universitäten und übrigen wissenschaftlichen Instituten.
- Die Durchführung gemeinsamer Unternehmungen auf Landesebene, z. B. der DesignTalente Handwerk NRW.

## Organe des Westdeutschen Handwerkskammertags

### Mitgliederversammlung (Vollversammlung)
Die Mitgliederversammlung ist die Versammlung aller dem WHKT zugehörigen Handwerkskammern. Teilnehmer der Sitzungen sind die Präsidenten und Vizepräsidenten der Handwerkskammern mit vollem Stimmrecht sowie die Hauptgeschäftsführer mit beratender Stimme.

### Vorstand
Mitglieder des Vorstandes sind der Präsident, die beiden Vizepräsidenten und der Hauptgeschäftsführer. Der Präsident und ein Vizepräsident müssen Präsidenten, der andere Vizepräsident Arbeitnehmer-Vizepräsident einer Handwerkskammer sein. 
Am 19. März 2025 bestand der Vorstand aus folgenden Mitgliedern:
- Präsident: Berthold Schröder, Präsident der Handwerkskammer Dortmund.
- Vizepräsident: Jochen Renfordt, Präsident der Handwerkskammer Südwestfalen.
- Vizepräsident:  Alexander Hengst, Vizepräsident der Handwerkskammer Aachen.
- Hauptgeschäftsführer: Dr. iur. Florian Hartmann

## Persönlichkeiten
Ehrenpräsidenten:
- Paul Schnitker, Vorsitzender des Westdeutschen Handwerkskammertages 1969–1992
- Lothar Bub, Vorsitzender des Westdeutschen Handwerkskammertages 1992–1998
- Franz-Josef Knieps, Präsident des Westdeutschen Handwerkskammertages 1998–2010
- Willy Hesse, Präsident des Westdeutschen Handwerkskammertages 2010–2016
- Hans Hund, Präsident des Westdeutschen Handwerkskammertages 2016-2021

Vizepräsidenten, welche später ZDH-Präsidenten wurden:
- Dieter Philipp, stv. Vorsitzender des Westdeutschen Handwerkskammertages 1995-1997
- Otto Kentzler, stv. Vorsitzender des Westdeutschen Handwerkskammertages 1998-2002
- Hans Peter Wollseifer, Vizepräsident des Westdeutschen Handwerkskammertages 2010-2014

## Ehrungen
Seit 1987 verleiht der WHKT zwei verschiedene Auszeichnungen an natürliche Personen.: Das Ehrenzeichen wird für herausragende Leistungen um das nordrhein-westfälische Handwerk verliehen. Die Ehrennadel würdigt besondere Verdienste um das nordrhein-westfälische Handwerk. Zu den Trägern des Ehrenzeichens zählen unter anderem Jürgen Möllemann, Wolfgang Clement, Jürgen Rüttgers, Reimut Jochimsen, Günther Einert, Reinhold Schulte, Johannes Gross, Roman Herzog, Hansheinz Hauser, Paul Schnitker, Otto Kentzler, Günther Horzetzky und Garrelt Duin. 
Die Ehrennadel wurde unter anderem an Wilfried Kuckelkorn, Thomas Köster, Bodo Hombach, Friedrich Hubert Esser, Ulrich Reitz, Paul Klemmer, Jens Feddersen, Hans-Werner Müller, Hans Langemann, Heinz Landré, Georg Schulhoff, Hartmut Schauerte, Franz-Josef Knieps, Reiner Priggen, Karl-Josef Laumann und Ralph Bombis verliehen.

## Veranstaltungen
Der Westdeutsche Handwerkskammertag führt regelmäßig überregionale Veranstaltungen durch. Hierzu gehören unter anderem der Europäische Aus- und Weiterbildungskongress (bis 2017), der Europäische Gesellentag (bis 2014), der Karrieretreff NRW (bis 2015), der Meistertag NRW, der Treffpunkt Ehrenamt Handwerk NRW und der Handwerksabend.

## Publikationen
- pixi "Helene geht zur Meisterschule", "Charlotte und die Handwerker", "Marie wird Handwerkerin" und "Leo und die Glücksbringer"
- pixi-Wissen "Die Handwerker", "Unternehmer im Handwerk", "Auszubildende im Handwerk", "Lotte unterwegs mit den Spezialisten im Handwerk" und "Nachhaltigkeit im Handwerk"